# Åke Arell

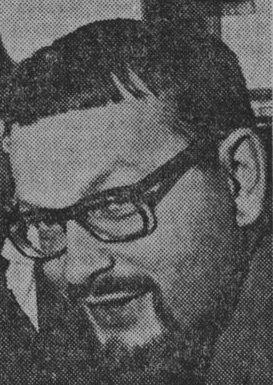
Åke Arell

Ernst Åke Arell, född 17 juni 1925 i Västerviks församling, Kalmar län, död 15 januari 2018 i Täby distrikt, Stockholms län, var en svensk arkitekt. Han var gift med Irene Arell.
Arell, som var son till agronom Ernst Arell och Hedvig Stolt, avlade studentexamen i Linköping 1945 och utexaminerades från Kungliga Tekniska högskolan 1951. Han anställdes hos arkitekt Gunnar Jacobson 1951, hos Carl-Axel Acking 1953 och på AB Vattenbyggnadsbyråns arkitekt- och stadsplaneavdelning från 1956. 
Arell ritade bland för HSB ett bostadsområde i kvarteret Näsbydal i Täby köping (tillsammans med Alf Bydén och Sune Lindström, 1960), dispositionsplan för Ektorp i Norrköping (tillsammans med Gunnar Lindman, VBB, 1964) och Sollentunavallen (1969). Han ritade även Servicehuset (1970) på Malmvägen i Tureberg med 1247 lägenheter och service i form av förskolor, affär, gym och föreningslokaler, vilket vid invigningen 1972 även uppmärksammades internationellt.

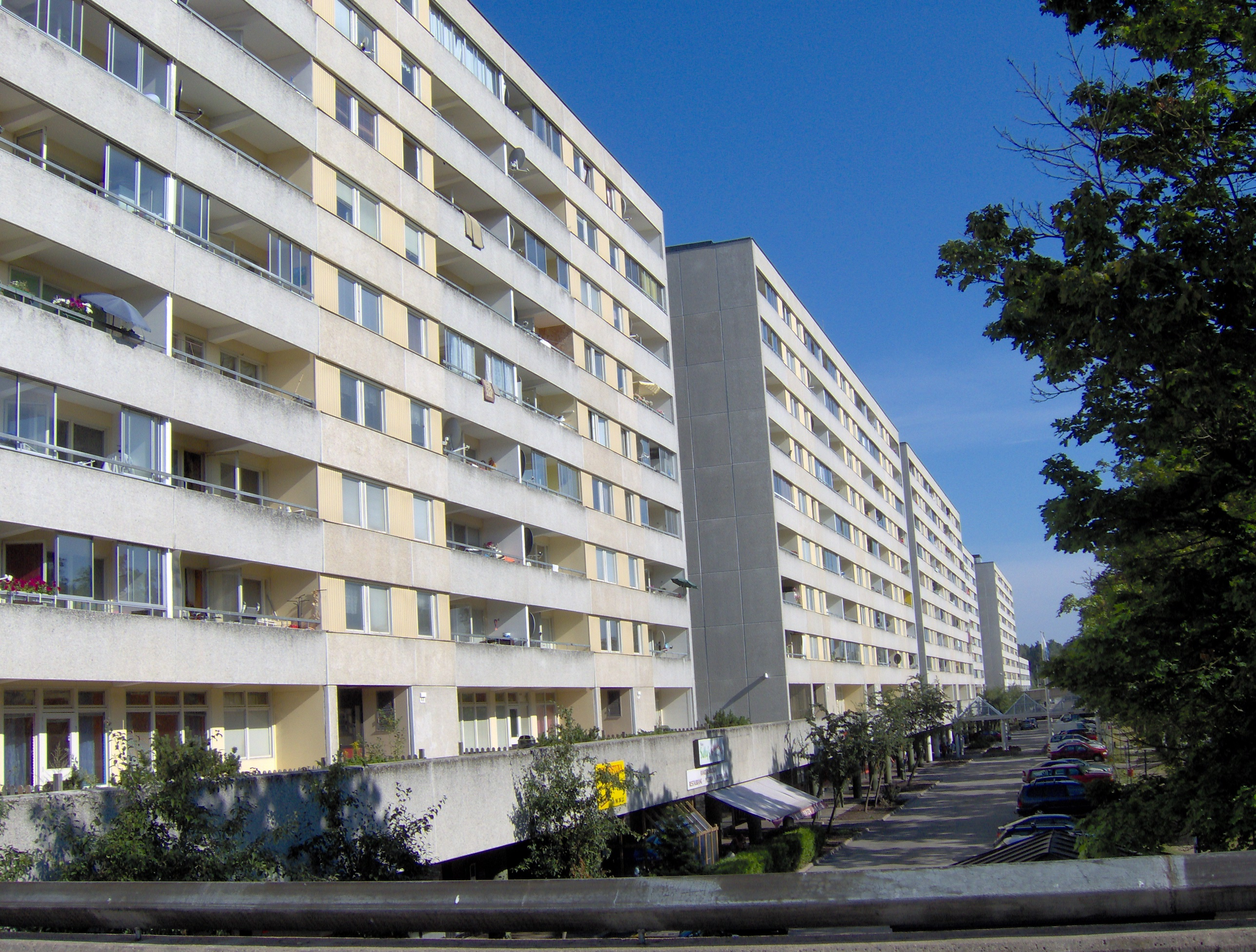
Servicehuset i Tureberg.